# Qinggil

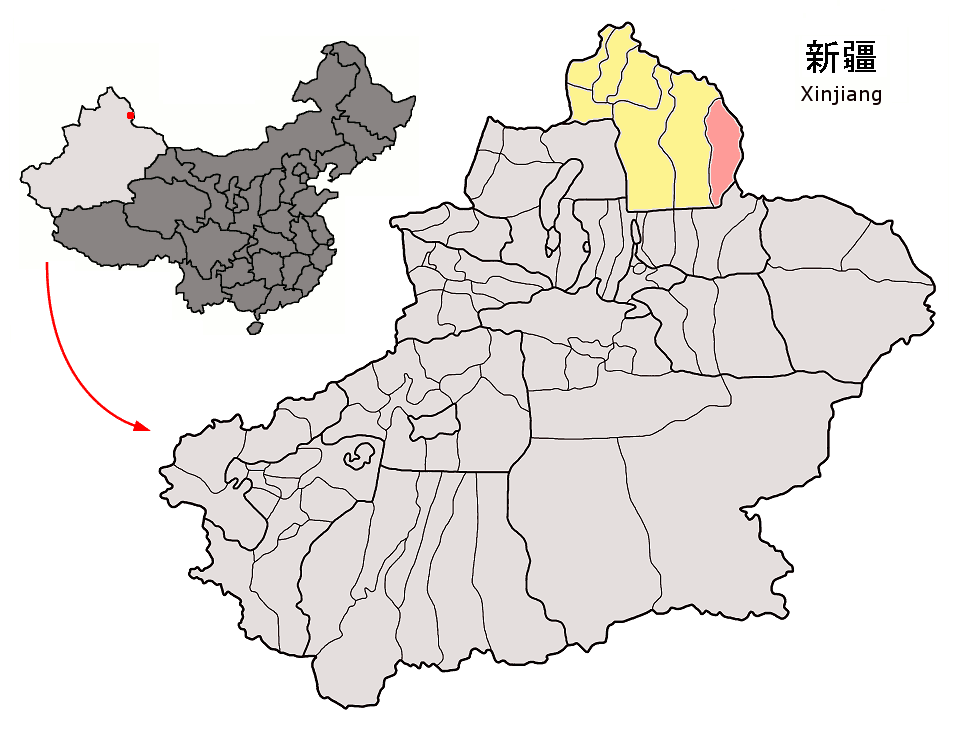
Lage von Qinggil/Qinghe (rosa) im Regierungsbezirk Altay (gelb)

Qinggil (chinesisch 青河县, Pinyin Qīnghé Xiàn; uigurisch چىڭگىل ناھىيىسى Qinggil Naⱨiyisi, kasachisch شىڭگىل اۋدانى Şiñgil awdanı) ist ein Kreis im Kasachischen Autonomen Bezirk Ili im Uigurischen Autonomen Gebiet Xinjiang der VR China. Er gehört zum Verwaltungsgebiet des Regierungsbezirks Altay. Die Fläche beträgt 15.790 Quadratkilometer und die Einwohnerzahl 58.858 (Stand: Zensus 2010). Sein Hauptort ist die Großgemeinde Qinggil (青河镇).
Der Tumuluskomplex und die Hirschsteine von Sanhaizi (bzw. Shiebar-kul) (Sanhaizi muzang ji lushi 三海子墓葬及鹿石) im Kreis Qinggil stehen seit 2001 auf der Liste der Denkmäler der Volksrepublik China (5-188).